# 盧卡 (佐洛喬夫區)
49°47′3″N 25°0′20″E / 49.78417°N 25.00556°E
盧卡（烏克蘭語：Лука），是烏克蘭西部的村莊，隸屬利維夫州的佐洛奇夫區。該村始建於1608年，面積0.74平方公里，海拔高度299米，2001年人口280，人口密度每平方公里379.92人。